# John O'Shea (football)
Pour les articles homonymes, voir O'Shea.
John O'Shea, né le 30 avril 1981 à Waterford (Irlande), est un footballeur international irlandais qui évolue au poste de défenseur entre 1999 et 2019.
Formé à Manchester United avec qui il remporte la Ligue des champions en 2008 et le championnat anglais à cinq reprises, il joue au Sunderland AFC pendant sept saisons avant de terminer sa carrière au Reading FC à l'âge de trente-huit ans.

## Carrière
Après avoir achevé sa scolarité à Waterford, O'Shea part à Manchester et rejoint finalement United après avoir passé l'été à travers l'Angleterre pour s'entraîner avec l'Academy du club. Il signe son premier contrat professionnel à 17 ans et fait ses débuts avec l'équipe première en 1999 contre Aston Villa au Villa Park. 
Après avoir été prêté deux saisons de rang à Bournemouth puis au Royal Antwerp FC, il revient à Manchester et commence à évoluer régulièrement dans l'équipe première lors de la saison 2002-2003, il démontre alors une grande polyvalence jouant arrière gauche, arrière droit, défenseur central et milieu central. À la fin de cette même saison, Manchester remporte le titre de champion.
O'Shea est pour la première fois appelé en sélection le 15 août 2001 lors du match face à la Croatie, il entre en jeu à la 84e minute. Ses débuts sont cependant décevants puisqu'il est à l'origine d'un penalty dans les arrêts de jeu, l'Irlande doit alors concéder le match nul 2-2.
Lors de la saison 2003-2004 il déçoit beaucoup de supporteurs mancuniens, notamment à cause de ses ternes performances à répétition avant d'être renvoyé sur le banc après l'arrivée de Gabriel Heinze. L'un des faits marquants de la saison 2004-2005 reste la victoire 4-2 contre Arsenal où O'Shea marque le quatrième but en arrachant la balle à Manuel Almunia.
La blessure de Gary Neville lors de la saison 2005-2006 donne à l'Irlandais l'occasion d'augmenter son temps de jeu. Après avoir été critiqué par les supporteurs, il est cette fois-ci fustigé par le vétéran Roy Keane.
Le 4 février 2007, lors du match contre Tottenham Hotspur, il remplace Edwin van der Sar dans les buts de Manchester après que le gardien des Red Devils est sorti du terrain sur blessure (nez cassé) alors que les trois remplacements ont déjà été effectués par Alex Ferguson. Un mois plus tard, sa cote remonte encore lorsqu'il marque dans le temps additionnel à Anfield Road alors qu'il vient de remplacer Wayne Rooney. Ce but est important pour Manchester dans la course à la Premier League, tout comme son but le 28 avril 2007 contre Everton Football Club au Goodison Park qui permet à United de l'emporter 4-2 alors qu'ils sont menés 2-0.
Le 7 juillet 2011, il signe un contrat de quatre ans en faveur de Sunderland et est même désigné capitaine des Black Cats.
En mai 2018, John O'Shea annonce qu'il met un terme à sa carrière internationale. Il honore sa 118e et dernière sélection avec l'Irlande le 2 juin suivant contre les États-Unis.
O'Shea quitte les Black Cats à l'issue de son contrat en juin 2018, après avoir inscrit quatre buts en 256 matchs toutes compétitions confondues en l'espace de sept saisons.
Le 6 juin 2018, John O'Shea s'engage pour une saison avec le Reading FC, le transfert prenant effet le 1er juillet suivant.
Le 30 avril 2019, jour de ses trente-huit ans, O'Shea annonce que la saison en cours est sa dernière au niveau professionnel.
En juillet 2019, il est nommé entraîneur adjoint du Reading.

## Palmarès

### En club
- Manchester United
  - Champion d'Angleterre en 2003, 2007, 2008, 2009 et 2011
  - Vainqueur de la Coupe d'Angleterre en 2004
  - Vainqueur de la League Cup en 2006 et 2009
  - Vainqueur du Community Shield en 2003, 2007, 2008 et 2010
  - Vainqueur de la Coupe du monde des clubs en 2008
  - Vainqueur de la Ligue des champions en 2008
  - Finaliste de la Ligue des champions en 2009.

### Distinction personnelle
- Trophée FAI du meilleur joueur irlandais de l'année en 2014.

## Statistiques

### En club
| Saison    | Club              | Pays            | Championnat        | Coupes nationales | Coupes d’Europe        | Sélection République d'Irlande |
| --------- | ----------------- | --------------- | ------------------ | ----------------- | ---------------------- | ------------------------------ |
| 1999-2000 | Manchester United | Premier League  | -                  | 1 match           | -                      | -                              |
| 2000      | AFC Bournemouth   | Second Division | 10 matchs / 1 but  | -                 | -                      | -                              |
| 2000-2001 | Manchester United | Premier League  | -                  | 2 matchs          | -                      | -                              |
| 2001      | Royal Antwerp FC  | Jupiler League  | 14 matchs          | -                 | -                      | -                              |
| 2001-2002 | Manchester United | Premier League  | 9 matchs           | 1 match           | 3 matchs (C1)          | 1 match                        |
| 2002-2003 | Manchester United | Premier League  | 32 matchs          | 4 matchs          | 16 matchs (C1)         | 5 matchs                       |
| 2003-2004 | Manchester United | Premier League  | 33 matchs / 2 buts | 9 matchs          | 7 matchs (C1)          | 7 matchs / 1 but               |
| 2004-2005 | Manchester United | Premier League  | 23 matchs / 2 buts | 9 matchs / 1 but  | 5 matchs (C1)          | 10 matchs                      |
| 2005-2006 | Manchester United | Premier League  | 34 matchs / 1 but  | 6 matchs / 1 but  | 7 matchs (C1)          | 6 matchs                       |
| 2006-2007 | Manchester United | Premier League  | 32 matchs / 4 buts | 6 matchs          | 11 matchs / 1 but (C1) | 8 matchs                       |
| 2007-2008 | Manchester United | Premier League  | 28 matchs          | 3 matchs          | 6 matchs (C1)          | 7 matchs                       |
| 2008-2009 | Manchester United | Premier League  | 30 matchs          | 11 matchs / 1 but | 13 matchs / 1 but (C1) | 9 matchs                       |
| 2009-2010 | Manchester United | Premier League  | 15 matchs / 1 but  | 1 match           | 3 matchs (C1)          | 8 matchs                       |
| 2010-2011 | Manchester United | Premier League  | 20 matchs          | 6 matchs          | 6 matchs (C1)          | 8 matchs                       |
| 2011-2012 | Sunderland        | Premier League  | 29 matchs          | 5 matchs          | -                      | 9 matchs                       |
| 2012-2013 | Sunderland        | Premier League  | 34 matchs / 2 buts | 2 matchs          | -                      | 8 matchs                       |

Dernière mise à jour le 21 mai 2013

### En équipe nationale
| Équipe               | Année | Caps | Buts |
| -------------------- | ----- | ---- | ---- |
| République d'Irlande | 2001  | 1    | 0    |
| République d'Irlande | 2002  | 1    | 0    |
| République d'Irlande | 2003  | 9    | 1    |
| République d'Irlande | 2004  | 8    | 0    |
| République d'Irlande | 2005  | 9    | 0    |
| République d'Irlande | 2006  | 7    | 0    |
| République d'Irlande | 2007  | 8    | 0    |
| République d'Irlande | 2008  | 7    | 0    |
| République d'Irlande | 2009  | 10   | 0    |
| République d'Irlande | 2010  | 8    | 0    |
| République d'Irlande | 2011  | 6    | 0    |
| République d'Irlande | 2012  | 10   | 0    |
| République d'Irlande | 2013  | 11   | 1    |
| République d'Irlande | 2014  | 6    | 1    |
| République d'Irlande | 2015  | 8    | 0    |
| République d'Irlande | 2016  | 7    | 0    |
| République d'Irlande | 2017  | 1    | 0    |
| République d'Irlande | 2018  | 1    | 0    |
| Total                | Total | 118  | 3    |